# Reichsstadt Münster im Gregoriental
Die Reichsstadt Münster im Gregoriental (heute Munster (Haut-Rhin), Munster Val de Saint-Grégoire) war von 1235 bis 1680 ein weltliches Territorium des Heiligen Römischen Reichs deutscher Nation.  Die Stadt wurde 1680  vom Königreich Frankreich annektiert.
Die Ortschaft sollte nicht mit der Reichsabtei Münster verwechselt werden, die ebenfalls Reichsunmittelbarkeit genoss und unter den Prälaten des Oberrheinischen Kreises vertreten war.
Die Reichsstadt umfasste den nach dem ursprünglichen Kloster genannten Hauptort und neun Dörfer im gabelförmigen Hochtal der Fecht. Die Bevölkerung im Münstertal war hauptsächlich deutsch- bzw. alemannischsprachig und stand in direktem Kontakt mit dem lothringisch-romanischen, weltlichen Territorium der Abtei Remiremont, die den Münsterer Hirten der Hochtäler die lebenswichtigen Almen der Hochvogesen verpachtete.

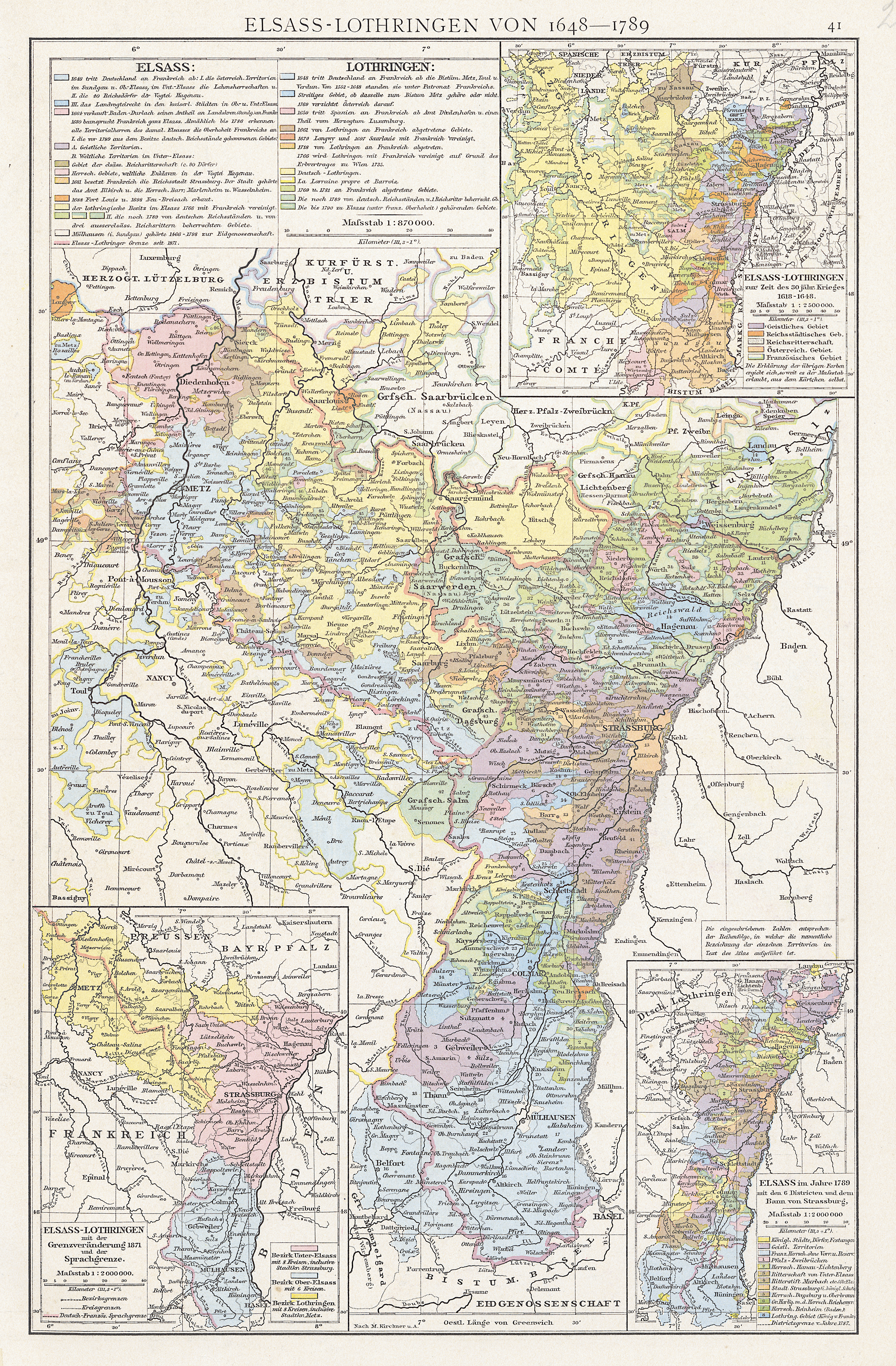
Elsass-Lothringen 1648–1789 (Münster in blau)

## Territoriale Umgrenzung

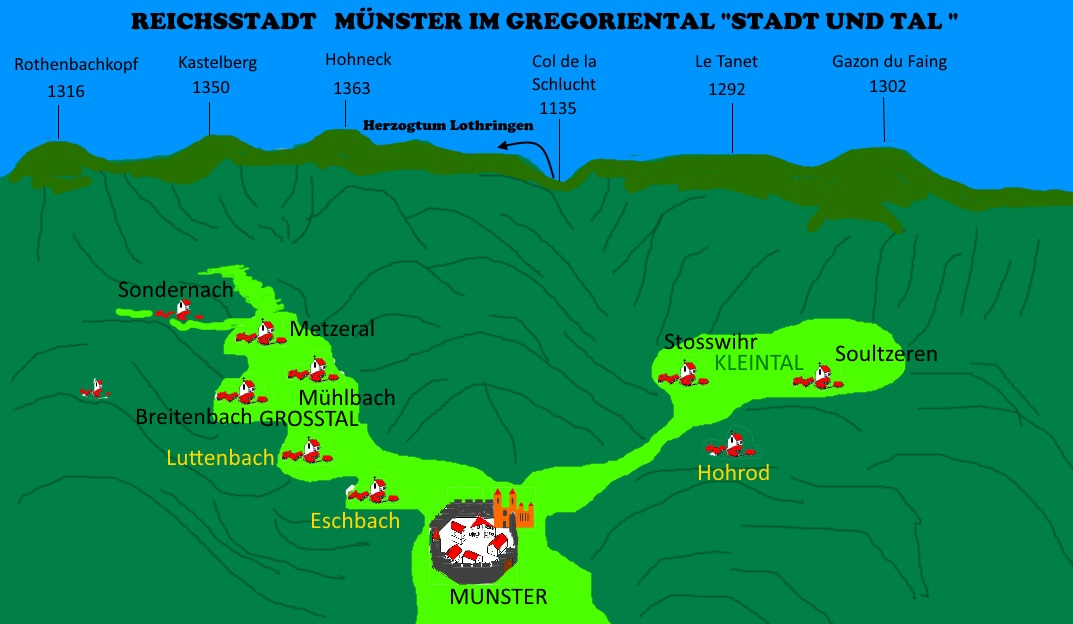
Die Lage der freien Reichsstadt Münster im Gregoriental

Die Reichsstadt Münster im Gregoriental hieß im Mittelalter üblicherweise Stadt und Tal, weil sie aus dem Städtchen Münster und zwei Hochtälern im Vogesenmassiv mit insgesamt neun Dörfern und deren vereinzelten Weilern bestand. Das ganze obere Tal ab Münster flussaufwärts war als Talgemeinschaft eine Reichsstadt und gehörte zum Zehnstädtebund. Innerhalb der Dekapolis bildete sie zusammen mit den zwei Reichsstädten Türckheim und Kaysersberg eine Reichsvogtei mit Sitz in Kaysersberg. Im Fechttal dient Münster als Tor zu zwei Hochtälern, die im Volksmund Großtal und Kleintal genannt wurden. Jedes Dorf wurde durch einen Vogt, auch Meister genannt, vertreten.
- Im Großtal lagen folgende Dörfer:
  - Metzeral
  - Sondernach (mit dem Weiler Mittlach)
  - Ober- und Unterbreitenbach (mit dem Weiler Diefenbach, Simonsberg)
  - Mühlbach (mit dem Weiler Sendenbach)
- im Kleintal:
  - Sulzern
  - Stoßweier (mit den Weilern Ampfersbach, Kirchbühl, Schweinsbach)
- Im nahen Umkreis von Münster lagen drei Dörfer mit demselben Meister:
  - Luttenbach (mit den Weilern Froschweiler, Fronzel, Nagelstadt)
  - Eschbach
  - Hohrod

Die Landschaft wird klimatisch, topographisch und siedlungshistorisch überwiegend von dem vogesischen Mittelgebirge geprägt und lässt sich durch den klaren Kontrast zwischen den menschenleeren Höhenlagen und den nur dünn besiedelten Tälern definieren. Die niedrigste Höhe liegt bei 341 m in Münster und erhebt sich auf 1363 m am Hohneck. Das Münstertal liegt im Lee des Hohneck-Massivs, also auf der windabgewandten, niederschlagsärmeren Seite.
Das Gregoriental erleichterte flussab die Kommunikation nach Osten Richtung Colmar und von dort aus durch das ganze Oberland an der Grenze von Baden und der Eidgenossenschaft. Im Norden und im Süden grenzte die Reichsstadt an die Herrschaft zu Rappoltstein und an die Fürstabtei Murbach, beides Territorien des Heiligen Römischen Reiches.
Durch die natürliche, lange verschneite Barriere der Vogesen im Westen und die steilen, felsigen Hänge der östlichen Flanke beschränkte sich die Kommunikation nach Lothringen auf ein paar Saumwege und zu Fuß begehbare Nebenpässe der Vogesen. Der jetzt sehr befahrene Col de la Schlucht zwischen Gérardmer und Münster ist einer der jüngsten Passstraßen unter den aktuellen großen vogesischen Pässen. Wie der Name es andeutet, war der Pass zuerst eine enge Schlucht abseits aller Verkehrs- oder Handelsstraßen bzw. -wege. Dort stieß man früher lediglich auf Schmuggler und Holztransporter mit ihren Hornschlitten. Lothringer und Münsterer standen sich hingegen nicht mit Misstrauen gegenüber. Speziell mit der Ortschaft La Bresse auf lothringischer Seite pflegte Münster einen regelmäßigen Kontakt, in erster Linie wegen der vogesischen Almen, die sich Senner beider Kulturgemeinschaften im Sommer geteilt haben, aber zuletzt auch weil ein unausgesprochenes Gesetz von La Bresse die jungen Leute dazu anregte, ihre zukünftigen Ehegatten drüben im Münstertal zu suchen. Dasselbe galt in Münster. Die religiösen Unterschiede führten nach der Einführung der Reformation in Münster eher zu einer Unterbrechung der Ehegattensuche zwischen La Bresse und dem Gregoriental als die zu überwindenden Pässe. Auch die Bewohner von Ventron, hatten sich angewöhnt, ihren vor Ort hergestellten Käse mit der Vermittlung von wandelnden Käsehändlern (lokal Cosson genannt) lieber in die Städte des Zehnstädtebundes auf Packpferden zu transportieren, unabhängig davon, ob die Reichsstädte souveräne Staaten des Heiligen Römischen Reichs oder Provinzen des französischen Königreichs waren.

## Geschichte
Die Reichsstadt Münster ist auf die inzwischen zerstörte Benediktinerabtei Münster St. Gregor und die damit verbundene Staufer-Politik zurückzuführen.

### Merowingische und karolingische Gründungszeit
Laut der mündlichen Überlieferung ließen sich 634 einige Eremiten in diesem Tal unter dem Schutz des heiligen Gregorius nieder und benannten es dementsprechend das Gregoriental. Ein paar Jahrzehnte später hatten sich die Einsiedler um den Abt Colduvinus, einen vermutlichen Schüler von Columban von Luxeuil, in einer Gemeinschaft zusammengeschlossen. Das neue Kloster hieß lateinisch monasterium confluentis aufgrund seiner Lage an der gegabelten Pforte zweier Seitentäler. König Childerich II. beschenkte die Abtei mit zahlreichen Gütern und versah sie mit Privilegien, worauf die Brüder später nicht mehr verzichten wollten.
Die nachfolgenden merowingischen Monarchen bestätigten und erweiterten sie, unter anderen Dagobert, der dem Kloster seine Krone, sein Zepter und sein Krönungsschwert vermachte. Er gewährte dem Abt bzw. Oberen den Rang eines Kirchenfürsten und gab ihm die Erlaubnis, seine eigene königliche Krone beim Amtsantritt und der Eidabstattung zu tragen. Alle neuen Äbte durften bei ihrer Einweihung abwechselnd die Dagobert-Krone und die Mitra aufsetzen. Diese Krone blieb in der Schatzkammer der Abtei bis zur Französischen Revolution.
Einige Weiler und Streusiedlungen entstanden um das Kloster herum und bildeten zusammen mit der Abtei die sogenannte „Stat Münstertal“. Als der Hauptort größer und einflussreicher wurde, trug er allein den Namen Münster, abgeleitet vom lateinischen monasterium , während romanischsprechende Nachbarn von Moustier redeten.
Im 13. Jahrhundert wurde das ganze Tal zu einer Reichsstadt, der Kaiser Friedrich II. im Dezember 1235 in Hagenau einen Schirmbief ausstellte.
Der Stadtrat tagte bis 1550 im Kloster. Als Entschädigung wurde das Gründungskloster zu einer Reichsabtei mit Sitz auf dem Reichstag unter den Prälaten erhoben.

### Die Blütezeit der Reichsstadt

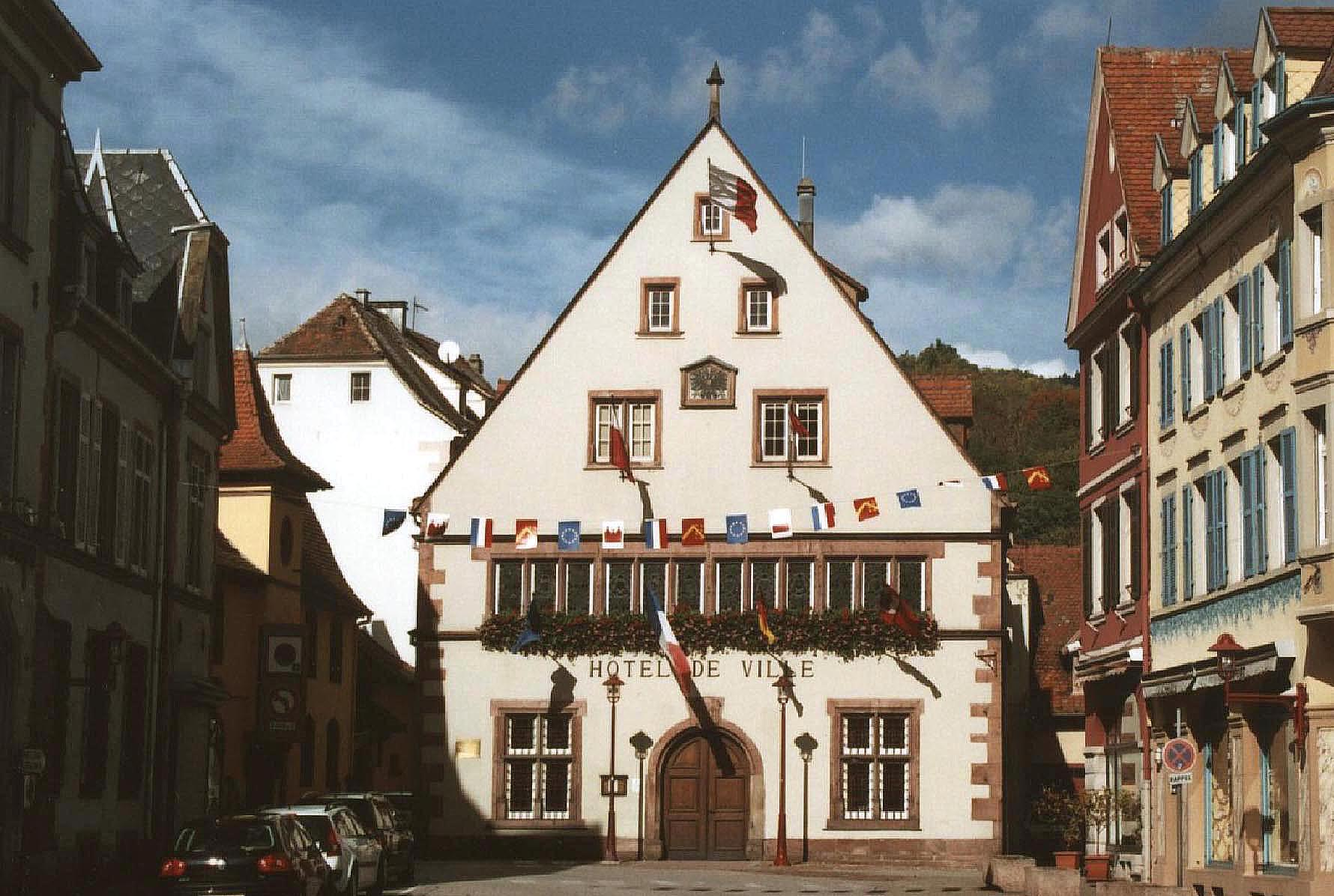
Rathaus Munster – Das Wappen einer Reichsstadt mit dem zweiköpfigen Adler ist auf der Fassade erkennbar.

#### Herrschafts-, Gerichtsbarkeits- und Verwaltungsformen
Während der habsburgischen Zeit galt als Oberbehörde der Landvogtei zu Hagenau, der Räte, des Zinsmeisteramts zu Hagenau und der Reichsvogtei zu Kaysersberg die vorderösterreichische Regierung zu Ensisheim, die stellvertretend für Innsbruck alle Geschäfte der Vorlande erledigte.
Die Reichsstadt Münster hatte, wie damals üblich, einen Magistrat an der Spitze ihrer Verwaltung. Der Stettmeister kontrollierte dieses Kollegialorgan, der aus sechzehn Stadträten bzw. Schöffen bestand: neun Schöffen kamen von der Stadt selbst, sechs wurden von den Dörfern im Groß- und Kleintal gestellt. Der ländliche Stadtrat erfüllte gleichzeitig die Funktion des Vogts, auch Meister genannt. Unter den neun städtischen Schöffen durfte die Reichsabtei drei ernennen, obwohl sie je nach Periode an den administrativen und politischen Geschäften nicht immer beteiligt sein durften. Bevor der Reichsvogt von der Stadt und der Abtei Münster anerkannt wurde, musste er den Huldigungseid leisten: „Den Abt und sein Gotteshaus, Stadt und Tal Münster bleiben zu lassen bei allen ihren Freiheiten und Gewohnheiten, auch zu richten nach der Bürger Urteil, sich den Ermahnungen des Stadtrates zu fügen, wenn er wegen etwaiger Übergriffe im Amt getadelt werde.“
Die Reichsstadt Münster hat immer wieder ein altes Recht geltend gemacht, dass sie für den Reichsvogt keine Gegenhuldigung und keinen Eid leisten solle. Da sie dem Kaiser kein beweiskräftiges Dokument vorzeigen konnte, wurde es ihr verwehrt. Das hinderte die Stadt nicht daran, bei jedem Amtsantritt des nächsten Reichvogts zuerst mal die Eidesleistung abzulehnen. Die Reichsvögte ließen sich das nicht immer gefallen und erneuerten den Stadtrat nicht. Im Jahre 1616 wurde die Reichsstadt trotz Klageschrift oder Einberufung beim Kaiser nicht von dem Huldigungseid befreit, so schwor der Stadtrat “cum protestatione et reservatione der alten Rechte, seine Gnaden als Landvogt anzuerkennen, ihm die Gefälle zu verabfolgen und die Vogtei bei ihrem alten Herkommen zu schirmen.”
Die polizeiliche und juristische Gewalt übte der Reichsvogt von Kaysersberg aus, der für drei freie Reichsstädte zuständig war: Kaysersberg, Münster und Türckheim. Er ließ sich jeweils in den zwei letzten oft von einem Untervogt vertreten. Vogt und Untervogt legten Steuern fest und zogen diese ein, sie hielten Gericht und ahndeten Vergehen. Der Reichsvogt wurde als Schirmherr der Reichsuntertanen in Naturalien und mit einem jährlichen Amtssold entlohnt. Der Schultheiß und dessen Weibel waren für die Erhebung und Eintreibung aller Abgaben, Steuern und Strafgeldern verantwortlich. Der zentrale Rechnungshof zu Hagenau, Zinsmeisteramt genannt, verwaltete alle Einkünfte und Erträge der zehn verbündeten Reichsstädte, u. a. Münster im Gregoriental.
Der Reichsvogt hatte mit Hilfe des Schultheißen und des Weibels die niedere und die hohe Gerichtsbarkeit von den kleinsten Höfen bis zur größten Stadt des Zehnstädtebunds. Bei Malefiz-Fällen oder Blutsachen wurden die Voruntersuchung (inquisitio) und eventuell die Inhaftierung (incarceratio) der Täter vom Stadtrat vorgenommen, bis der Reichsvogt den „Malefiztag“ bestimmte und das Gericht mit bürgerlichen Schöffen besetzte. Er ist alsdann nicht iudex, sondern Ankläger neben einem Stettmeister. Der Reichsvogt sollte für die Ziviljurisdiktion den Schultheißen und dessen Weibel aus den Bürgern der Gemeinde nehmen. Alle drei waren von allen bürgerlichen Gemeindelasten befreit, aber durften im Rat sitzen und abstimmen.
Die Stadt Münster war stets auf ihre Privilegien bedacht und bestand auf der Souveränität ihrer Instanzen. So wich die hohe Jurisdiktion in Münster ein bisschen von jener der Nachbarstädte ab: „Allein ein Rat zu Münster hat darüber zu entscheiden, ob die Sache malefizisch und das Blut betrifft. Er bestimmt auch den Malefiztag und besetzt das Recht und besiebenet. Der Reichsvogt von Kaysersberg hat bloß den Übeltäter zu beklagen, der Untervogt hat den Stab und die Umfrag zu halten und muss es vermöge seines Eides bei dem Urteil der Schöffen bleiben lassen.“
Eine andere Ausnahme der Reichsstadt Münster für den Huldigungseid bestand darin, dass die Münsterer Bürger in der großen Mehrheit Protestanten waren, sowohl Lutheraner, Calvinisten als auch vereinzelt und speziell für bestimmte Berufsgruppen Täufer und Mennoniten. In der Bestallungsurkunde des Reichsvogts, des Grafen zu Fürstenberg, aus dem 17. Jahrhundert steht, dass der regierende Bürgermeister ihm den Eid leistete, aber am Ende des Schwurs folgende Worte wegließ, weil er zur calvinistischen Konfession gehörte: „und alle Heiligen“.
Die Vogteirechte und somit die Einnahmequelle des Kaisers über die Vermittlung des Hagenauer Zinsmeisteramts werden in dem Stadtarchiv detailliert beschrieben. „Zu Schutz und Schirm“ gab die Stadt Münster jedes Jahr dem Reichsvogt „5 Gulden zu 12β Rappen und 5β Trinkgeld“; dem Untervogt zahlte sie jährlich „ein Paar Ratshosen oder 16,5 β Rappen“. Der Vogt hat ebenfalls alle Malefizfrevel und die Hälfte der Frevel. Was die Dörfer anbelangt, sollten deren Bürger ihrem jeweiligen Meister und je nach Lage im Groß- oder Kleintal eine Herbst- und eine Fastnachtshenne geben. Der Abt bekam sie vom Kleintal und der Vogt vom Großtal. Der Meister jedes Dorfes bzw. jeder Dorfgemeinschaft wurde von dieser Steuer in Naturalien dispensiert.

#### Bündnisverträge mit anderen Reichsstädten
Die Städtebünde, denen die elsässischen Städte beitraten, wurden in der Regel für fünf oder zehn Jahre geschlossen, manchmal um drei Jahre verlängert. Dazu kam, dass einige Reichsstädte je nach geographischer Lage sich einem anderen benachbarten Städtebund anschlossen, ohne ihre Mitgliedschaft bei dem ersten Bündnis rückgängig zu machen. Münster im Gregoriental gehörte nicht zu allen Bündnissen. Ab 1414 bis zum Westfälischen Frieden verzichtete die Reichsstadt nicht mehr auf eine vorteilhafte Mitgliedschaft.
- Anfang des 14. Jahrhunderts: Im Elsass schlossen sich zuerst lediglich die drei freien Städte Straßburg, Hagenau und Colmar zusammen. Dann folgten nacheinander zahlreiche Bündnisverträge, die ständig erneuert oder bekräftigt wurden, wobei Straßburg sich oft aufgrund seiner Macht selbständig repräsentieren und verteidigen konnte. Damals ging es um etwa 13 Reichsstädte, die sich hin und wieder zusammengeschlossen haben und dabei schworen, „aller billigen Dingen dem Landvogt, an unsers Herren des Kaysers statt, gehorsam und gevertig zu seyn“.
- 1328 schlossen sich alle Reichsstädte vom Elsass außer Weißenburg dem Rheinischen Städtebund an.
- 1342 schlossen in Schlettstadt die Reichsstädte Schlettstadt, Obernai, Seltz, Colmar, Kaysersberg, Münster im Gregoriental, Türckheim und Mülhausen einen dreijährigen Städtebund, der 1346 um drei Jahre verlängert wurde.
- 1354 entstand auf Empfehlung des späteren Kaisers Karl IV. ein neuer elsässischer Städtebund mit 9 Mitgliedstädten: Hagenau, Weißenburg, Schlettstadt, Obernai, Rosheim, Colmar, Münster im Gregoriental, Türckheim und Mülhausen.

Er unterstand unmittelbar der Landvogtei Hagenau, die weniger für die inneren Angelegenheiten der freien Städte als für die Außenpolitik im Namen aller zehn Reichsstädte, besonders auf den Reichstagen, verantwortlich war. Alle Reichsstädte verpflichteten sich, sich gegen die ganze Welt zu verbünden, außer gegen den Kaiser selbst. Wenn ein Streit zwischen ihnen entstehen sollte, sollten sich der Landvogt des Elsass und die Gesandten der Städte für eine Schlichtung in Schlettstadt treffen.
- 1379, nach dem Tod von Karl IV., wurde ein neues Bündnis zwischen acht Städten für fünf Jahre unterzeichnet (Hagenau, Weißenburg, Schlettstadt, Obernai, Seltz, Colmar, Rosheim und Mülhausen). Ein Obmann hatte jedes Vierteljahr unter den neuen Stadtvertretern den Vorsitz von einem Ausschuss,[23] der Rechtsstreitigkeiten entscheiden durfte, über die Mitgliedschaft anderer Städte statuieren und das zu liefernde Reichskontingent festlegen sollte.
- 1381 traten Haguenau und Weißenburg dem zweiten Rheinischen Städtebund bei, ohne den Städtebund von 1379 zu lösen. 1389 gesellten sich Schlettstadt, Obernai und Seltz dazu.
- 1408 ging König Ruprecht von der Pfalz ein Bündnis mit seinem Sohn Ludwig, Landvogt des Elsass, der freien Stadt Straßburg und elf elsässischen Reichsstädten. (Hagenau, Weißenburg, Schlettstadt, Obernai, Seltz, Colmar, Rosheim, Münster im Gregoriental, Türckheim, Kaysersberg und Mülhausen) für eine Dauer von 15 Jahren ein.
- 1414 erklärte Kaiser Sigismund von Luxemburg das Bündnis seines Vorgängers zu einem immerwährenden Städtebund unter der „Pfleg und Landvogtei Haguenau“ oder auf Latein „Advocatia Hagenovensis“. Als 1515 Mülhausen Mitglied der Eidgenossenschaft wurde, kam die Zahl der Mitgliedsstädte auf 10 und so hieß der Zusammenschluss der elsässischen Reichsstädte demnach der Zehnstädtebund.

Auf einem Reichstag musste der Kaiser auf Wunsch der zehn Reichsstädte einen Streit zwischen den zwei wirtschaftlich und territorial bedeutenden Städten Haguenau und Colmar schlichten. Es ging um das „Mitreitungsrecht“, das heißt, um den Vorsitz des Zehnstädtebundes. Es wurde beschlossen, dass beide dem Bund vorsitzen durften. Dadurch, dass der Landvogt seine Residenz in Hagenau hatte, konnte diese Stadt im Laufe der Jahrzehnte die Oberhand gewinnen, ohne dass es offiziell wurde. 1608 wurde in Straßburg beschlossen, dass Münster im Gregoriental, Türckheim, Rosheim und Kaysersberg jeweils für ein Achtel der gemeinsamen Abgaben und Unkosten des Zehnstädtebunds aufkommen sollten.
- 1651 bestand der Zehnstädtebund trotz französischer Annexion formal weiter, aber das Amt des elsässischen Landvogts wurde durch den Statthalter (Gouverneur) des Elsass abgelöst. Er hieß Henri d’Harcourt.
- 1653 – 1662 konnten sich der Gouverneur und die zehn Städte nicht über den Eid und die Reversalen einigen. Die Beziehungen zwischen beiden Parteien spitzten sich zu.[25] 1659 folgte Kardinal Mazarin dem Grafen von Harcourt nach, wobei die Streitsache sich eher verschärfte, als legte, da der Kardinal ein bedingungsloser Anhänger und Verfechter des französischen Königreichs war. 1661 weigerten sich die zehn Reichsstädte, dem König zu huldigen. Sie waren höchstens bereit, seinem Gouverneur zu huldigen, was für sie eine große Konzession war, denn in der Zeit vor der französischen Annexion sollte jeweils der Landvogt bei Amtsantritt den Vertretern der Reichsstädte huldigen. Am 10. Januar 1662 wurde von oben beschlossen, dass die Städte zuerst dem König, dann dem Gouverneur huldigen sollten. Danach würde der Gouverneur vor den Städten seinen Eid ablegen.
- 1664 klagte der Zehnstädtebund auf dem Reichstag zu Regensburg über die rechtswidrige Lage in Bezug auf die Eidesleistung und Huldigung und bat um eine Schlichtung.
- 1672 wurden französische Garnisonen in den zehn Reichsstädten stationiert, um die Machtposition Frankreichs zu behaupten. Im Frieden von Nimwegen versuchten die Gesandten des Kaisers, das Anliegen des Zehnstädtebunds, speziell den Streitfall zum Thema Huldigungsvorrang, in den Endvertrag einzubauen. Der französische König lehnte dies jedoch kategorisch ab.

Die Reunionspolitik hatte begonnen, und dabei sollte das Elsass Drehscheibe und Ausgangspunkt zahlreicher Eroberungsfeldzüge sein. Eine Rückkehr zur Souveränität der Reichsstädte war nicht möglich.

##### Reichsvögte zu Kaysersberg
Kurz nach der Gründung der Landvogtei zu Haguenau wurde die Reichsvogtei als Unterbehörde kreiert: der Reichsvogt hatte mit Unterstützung seiner Schultheißen und deren Weibel die niedere und die hohe Gerichtsbarkeiten inne. Bevor eifrige französischsprachige Vertreter der französischen Monarchie zum Zweck der Reunionspolitik eingriffen, lösten sich Vögte aus dem Großraum Elsass-Pfalz-Schwaben ab:
- 1408–1504: Unter der rheinpfälzischen Reichslandvogtei Hagenau;
- 1504–1535: Unter der vorderösterreichischen Herrschaft im Besitz der Habsburger. Kaiser Maximilian I. entzieht die Reichsvogtei den Pfandinhabern, Kurfürsten der Rheinpfalz, obwohl die Schwiegersöhne von Lützelmann von Ratsamhausen darauf Anspruch hätten erheben können (Jakob von Hattstadt, Heinrich Wetzel). Sie wird seinem Hofkanzler verpfändet;
- 1535–1565: Zweite Periode der pfandbesitzenden rheinpfälzischen Kurfürsten. Sie verpfänden die Reichsvogtei weiter;
- 1565 löst Erzherzog Ferdinand, Oberlandvogt, Graf von Tirol und der Vorlande, die Reichsvogtei erneut an die Habsburger;
- 1573–1674: Im Pfandbesitz des Adelsgeschlechts Schwendi;
- 1609–1616: Helene Eleonore von Schwendi mit dem Vogteiverwalter Ritter Hans Werner von Raitnau;
- 1616–1628: Jakob Ludwig von Fürstenberg, Graf zu Fürstenberg, Unterlandvogt, Ehemann von Helene Eleonore von Schwendi;
- 1636–1639: Philipp Nikolaus von Layen, Baron, 2. Ehemann von Helene Eleonore von Schwendi |
- 1739: Vogtei als Mannslehn der Familie Andlau übertragen.

#### Deutschsprachiges protestantisches Land versus welsches katholisches Lothringen

##### Welschfeindlichkeit
Als der Magistrat von Münster jede Ehe mit einem bzw. einer Welschen verbot, schliefen die bisher regen Beziehungen mit dem lothringischen Ort La Bresse (Woll) ein. Beide Städte tauschten traditionellerweise junge Männer und Frauen aus. Als die Katholiken im 16. Jahrhundert im Münstertal wieder ungehindert und friedlich leben konnten, eigentlich handelte es sich um Einwanderer, konnten Bresser und Münsterer, wenn auch nur unter Katholiken, ihren zukünftigen Ehegatten jeweils jenseits des Gebirgskamms finden. Diese anti-welsche Gesinnung zur Zeit der Glaubensspaltung war stark in Münster vertreten, weil Welsche gleichzeitig Katholiken und Frankophone waren, aber sie war nicht spezifisch für Münster, sondern für einige Städte des Elsass.
Um 1580 liest man in den Stadtrechten der benachbarten Reichsstadt Schlettstadt, obwohl sie sich in ihrem goldenen Zeitalter befindet, folgenden Text: „Wir haben uns endlich entschlossen und geordnet, welcher mann, junckfrau oder wittib sich nun hinfüro ohne unser wissen und erlauben mit den welschen personen verheuraten würde, das wir ihnen das burgrecht nicht mehre geben, besonder mann und weib uss der statt hinwegweisen wöllen.“ 1592 mussten in derselben Stadt die Torwächter welsch Volk und Landstricher überwachen und kontrollieren, weil sie lediglich am helllichten Tag am niederen Tor die Stadt betreten durften. Die freie Stadt Straßburg verschärfte ebenfalls das Gesetz zu Aufenthaltsrecht und -dauer der Nichtbürger, regional Hintersässer genannt, und insbesondere gegen die ledigen Hintersässer und fremde oder welsche Bettler.

##### Eine protestantische Hochburg und ein Zufluchtsort der Täufer
In der Reichsstadt Münster lebten im 16. Jahrhundert über 90 % Protestanten. Eine Zeitlang stand die Abtei leer, weil die Äbte ebenso zum lutherischen Glauben übergetreten waren. Die Reichsvogtei unter der österreichisch-habsburgischen Herrschaft sollte stets darauf achten, dass „durch die Prädikanten und Seelsorger das Wort Gottes im Sinne der katholischen Kirche verkündet wurde, dass alle verführerischen Lehren und Sekten ausgetilgt und die Untertanen bei den alten christlichen Kirchengebräuchen erhalten werden.“ Zahlreichere katholische Einwohner ließen sich erst wieder nach der Annexion durch Frankreich im Tal nieder, was trotzdem nicht ohne Spannungen und Konflikte geschah.

#### Die Münsterer Räte und Gesandten auf Reichstagen

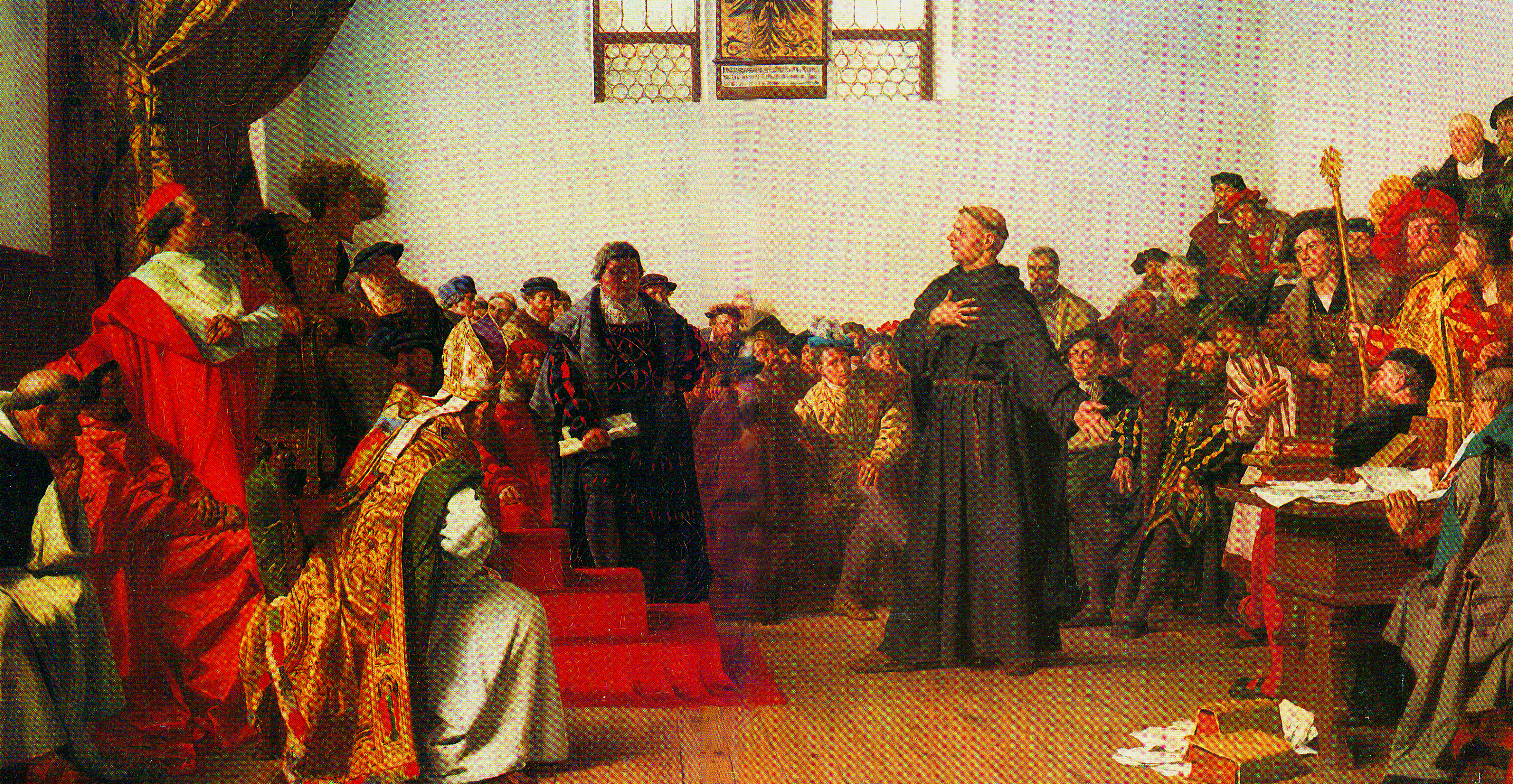
Reichstag zu Worms 1521

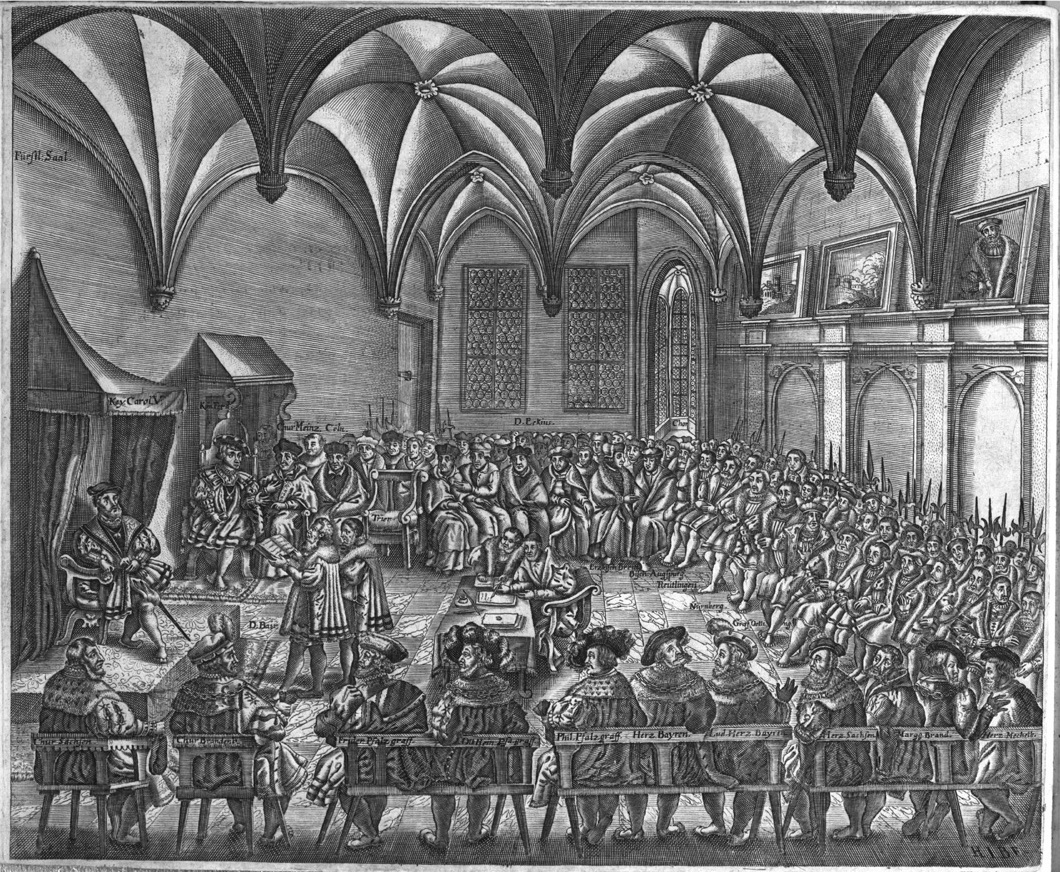
1640 Reichstag Augsburg Vorlesen der Confessio augustana

Die reichsständische Repräsentanz auf den Reichstagen des 16. Jahrhunderts bestätigt eine Tendenz, die sich schon gleich bei der Gründung des Zehnstädtebunds abgezeichnet hatte: Die Städte rationalisierten ihre Vertretung in den überregionalen Gremien, indem sie nicht immer eine Abordnung sandten, sondern sich von einer oder zwei verbündeten Städten repräsentieren ließen. Unter anderem ging es um vermeidliche Unkosten. Da der Zehnstädtebund als Ganzes für das Regiment besteuert und zentral beim Zinsmeisteramt zu Haguenau buchgeführt wurde, erübrigte sich des Öfteren eine Vertretung der kleinen Reichsstädte auf einem Reichstag, wenn Landvogt, Zinsmeister und Sekretären von der Stadt Haguenau zum Tagungsort gingen.
Von 1521 bis 1545, also für die Periode der Herrschaft Karls V., ließ sich die Reichsstadt Münster auf unterschiedliche Weise vertreten, einmal von dem Gesandten der Reichsstadt Hagenau, dann von dem Gesandten der Reichsstadt Colmar, manchmal von beiden zugleich, oder sie entsandte keinen Delegierten. Es kam auch vor, dass Colmar sich von dem reichsständischen Delegierten von Hagenau repräsentieren ließ. Einmal ließen sich Colmar und Haguenau von Speyer vertreten. Haguenau und Colmar haben je nachdem einen Bürgermeister, einen Stadtschreiber oder einen Sekretär zu den Tagungen abgeordnet. Ab und zu kam ein Sekretär mit seinem Bürgermeister. Münster kommt in der Reichsmatrikel von 1521 unter den 69 freien und Reichsstädten protokollarisch an 66. Stelle. Hagenau nimmt den 40. und Colmar den 37. Rang ein. Die anderen Mitgliedsstädte des Zehnstädtebunds verhielten sich wie die Reichsstadt Münster, Stadt und Tal: sie erteilten somit die volle Prokura auf den Reichstagen an die folgenden Gesandten:
- 1521 zu Worms: Philipp von Gottesheim (Haguenau), Vinzenz Wickram (Colmar), beide hatten Repräsentationserlaubnis von Münster erhalten;
- 1522 zu Nürnberg: Johan Hug (Haguenau, Sekretär), Colmar und Münster ließen sich von Hug vertreten;
- 1523 zu Nürnberg: Philipp von Gottesheim und Johan Hug (Haguenau), Vinzenz Wickram (Colmar), die drei repräsentierten Münster;
- 1524 zu Nürnberg: Johan Hug (Haguenau), Johann Humel (Colmar, Sekretär), kein Hinweis für Münster;
- 1525 zu Augsburg: keine reichstäntische Präsenz für den Zehnständebund;
- 1526 zu Speyer: Johan Hug (Haguenau), Johann Humel (Colmar, Sekretär), Münster steht hinter dem Colmarer Humel;
- 1527 zu Regensburg: Dietrich Drawel (Speyer, Sekretär), die Reichsstädte ließen von dem Speyerer Drawel vertreten;
- 1529 zu Speyer und 1530 zu Augsburg: Bartholomäus Botzheim (Haguenau, Bürgermeister), Hieronymus Boner (Colmar), Münster ließ sich von beiden vertreten;
- 1532 zu Regensburg: Johan Hug (Haguenau, Sekretär), Colmar und Münster ließen sich von Hug repräsentieren;
- 1532 zu Schweinfurt und Nürnberg: keine reichsständische Präsenz für den Zehnständebund;
- 1541 zu Regensburg und 1542 zu Speyer: Bartholomäus Botzheim (Haguenau, Bürgermeister), Hieronymus Boner (Colmar), Münster ließ sich von beiden vertreten;
- 1542 zu Nürnberg: Bartholomäus Botzheim (Haguenau, Bürgermeister) repräsentiert Colmar und Münster;
- 1543 zu Nürnberg: keine reichsständische Anwesenheit;
- 1544 zu Speyer: Johann Stemler (Haguenau, Bürgermeister) vertritt auch Colmar und Münster;
- 1545 zu Worms: Hans Reinwolt, Adam Gesoltzheim (Haguenau, 2 Bürgermeister), Mathias Gintzer(Colmar), Münster ließ sich von Haguenau vertreten.

Die kollegiale Vertretung der elsässischen Reichsstädte wurde auch ab 1645 für die Verhandlungen des Westfälischen Friedens angewandt. Johann Balthasar Schneider (9. Juli 1612–5. April 1656) war «der Gesandte der Stadt Colmar und der elsässischen Städte» in Münster und Osnabrück, jeweils in den Jahren 1645–1646 und 1647–1648. Mit den elsässischen Städten war der Zehnstädtebund gemeint, dem Münster im Gregoriental angehörte.

### Französische Annexion
Zwar hatte die Krone Frankreichs im Dreißigjährigen Krieg das Elsass in Besitz genommen, im Westfälischen Frieden erhielt sie aber nur die Besitzungen und Rechte des Hauses Österreich sowie die Oberhoheit über diesen größten Teil des elsässischen Gebiets, die das Heilige Römische Reich förmlich an sie übertrug, während alle anderen im Elsass gelegenen geistlichen und weltlichen Reichsglieder in ihrer Freiheit und Reichsunmittelbarkeit bestätigt wurden; diesen völkerrechtlichen Sachverhalt ignorierte Ludwig XIV. in der Folgezeit. Die linksrheinischen freien Reichsstädte, darunter Münster im Gregoriental, schickten weiterhin ihre Vertreter zum Immerwährenden Reichstag. In den Jahren 1673 und 1674/75 ließ Ludwig XIV. die Städte des Zehnstädtebunds erobern, ihre Befestigungen schleifen und unterstellte sie der französischen Provinzialverwaltung. Die 1679 von Ludwig XIV. zur Durchsetzung der Reunionspolitik gegründeten Reunionskammern sollten sich nach allen früheren rechtlichen Abhängigkeiten der schon einverleibten Herrschaften erkundigen, die aufgrund des Westfälischen Friedens, des Friedens von Aachen und des Friedens von Nimwegen möglicherweise auf das Königreich Frankreich übergegangen sein und vielleicht noch rückwirkend für weitere Gebietsansprüche geltend gemacht werden könnten. So beschlossen die Reunionskammern von Breisach und Metz 1680 (in 19 Beschlüssen vom 22. März bis 12. Dezember) die Vereinigung von ganz Ober- und Unterelsass unter Berufung auf das Vogteirecht in den kaiserlichen Städten, die weltlichen Rechte der Metzer Bischöfe usw. Im Jahr 1680 wurde Münster im Gregoriental zusammen mit Türkheim, Kaysersberg und Colmar mit deren Besitz (24 Ortschaften) annektiert.
Das Heilige Römische Reich konnte die vertragswidrige Ausdehnung der französischen Macht während des Holländischen Krieges nicht verhindern und nahm diese zunächst hin. Erst durch die fortgesetzte französische Reunionspolitik und die Annexion Straßburgs im Jahr 1681 wurde Frankreich vom Reich neben den Osmanen als Hauptgegner angesehen. Deshalb versuchte es bis etwa 1714, die über 1648 hinausgehenden französischen Eroberungen rückgängig zu machen. Der Zehnstädtebund trat ein letztes Mal in Erscheinung, als er im Oktober 1788 ein eigenes Cahiers de Doléances (Beschwerdehefte) verfasste.
Bis zur Gründung der Departements 1790 tastete die französische Verwaltung die lokalen Reichsstadtinstitutionen kaum an. Die Titel und Bezeichnungen der Amtsträger wurden zwar umbenannt, aber im Grunde bleibt die uralte Verwaltungsstruktur erhalten. Die königliche, prinzipiell zentralisierende Politik Ludwigs XIV. war vielmehr auf höherer, also regionaler Ebene bemerkbar: Ende des 17. Jahrhunderts entstanden in Straßburg die Intendance d’Alsace und in Colmar (von 1678 bis 1790 – vorher in Ensisheim, in Breisach am Rhein, Neubreisach) der Conseil souverain d’Alsace als Nachfolgeinstitution des Reichskammergerichts, zeitweilen französisch-königliches Kammergericht genannt; beide übten eine deutlichere Kontrolle über die Verwaltung, die Justiz, die Institutionen und die Geschäfte der Region aus als in der kaiserlichen Zeit, wo elsässische freie Reichsstädte einen quasiautonomen Status genossen. Unter anderem rückte die katholische Religion wieder in den Vordergrund, da nicht nur die höheren und niederen Beamten dieser Gremien ihren katholischen Glauben nachweisen mussten, sondern auch die Landvögte, die Unter- und Burgvögte aller annektierten Gebiete. Dies geschah zum Nachteil der Reichsstadt Münster, die bekanntlich dem lutherischen Glauben zugewandt war. 1680 befahl Ludwig XIV., dass Katholiken und Protestanten gleichwertig jeweils zur Hälfte im Münsterer Magistrat vertreten sind.

## Kulturelle Verbindungen mit der Schweiz und Österreich

### Zuwanderung aus der Schweiz

Verbreitungsgebiet der alemannischen Dialekte

Das Münstertal sowie das gesamte Elsass, vor allem jedoch auf das Oberland, hat seit dem 15. Jahrhundert einen regelmäßigen Bevölkerungsaustausch mit den nördlichen eidgenössischen Gebieten erlebt. Dies ist auf verschiedene günstige Faktoren zurückzuführen:
- Das Oberland gehörte auf geistlicher Ebene zum Bistum Basel.[35] Die regierenden Herrscher der Abtei Münster oder der benachbarten Fürstabtei Murbach waren also Prälaten und Mitbrüder des Basler Bischofs, die an den Reichstagen gemeinsam im Kollegium der Prälaten saßen.
- Die Münsterer sprechen eine niederalemannische Mundart, die mit den hochalemannischen Dialekten der Nordschweizer nah verwandt ist. Die zwischenmenschliche Verständigung war ohne große Mühe möglich. Diese sprachliche Affinität hinderte nicht die Leute daran, sich untereinander klar zu erkennen: Es gab den Unterländer, den Oberländer oder den „Frembden“. Die Aussprache des Ich-Lauts weicht im Münstertal von der schweizerisch-hochalemannischen velaren Aussprache ab, so dass ein Schweizer phonetisch leicht zu erkennen war.
- Die Agrarprodukte der elsässischen Ebene, an erster Stelle der Wein, wurden im Großraum Baden-Rheinebene-Schweiz abgesetzt, was heute noch durch das Dreiländereck Basel symbolisch markiert ist.
- Die deutsche Renaissance ging von der Rheinschiene und speziell von Basel aus. Die oberrheinischen Regionen standen regelmäßig in Kontakt und tauschten ihre Gelehrten, ihre Studenten und Handwerker aus. Schlettstadt, eine Partnerstadt von Münster im Zehnstädtebund, entwickelte sich zu einem Zentrum dieser Renaissance.
- Im Mittelalter blühte die Wirtschaft im Elsass, so dass Tagelöhner oder Saisonarbeiter aus den Nachbarländern wie Baden oder der Schweiz ins Elsass kamen, um Arbeit zu finden.
- Nach der Einführung der Reformation in einigen elsässischen Herrschaften, unter anderen in der Reichsstadt und Abtei von Münster, entstand außer dem kulturellen Gemeinschaftssinn eine religiöse Affinität, die die Einwanderung erleichterte.
- Der Rhein war keine Grenze, sondern eine Verkehrsader; einige freie Städte zwischen Elsass und Eidgenossenschaft schlossen wirtschaftlich-militärische Bündnisse ab, um ihren Wohlstand aufrechtzuerhalten.
- Zuletzt spielten die natürlichen Landschaften in den Hochtälern der Vogesen auch keine geringfügige Rolle: In den Nieder- und Hochvogesen gibt es einige Regionen oder Ortschaften mit dem Umland, die Einheimische „Kleine Schweiz“ nennen. Dies liegt nicht nur an den Schweizer Siedlern, die vermutlich zahlreich zugewandert sind, sondern auch an der Tatsache, dass Relief und Waldbestand die Einwanderer an ihre Heimat erinnerten. Das Gleiche gilt eigentlich für die Zuwanderer aus dem Schwarzwald, aber erstaunlicherweise gibt es keine vogesische Gegend, die „Kleiner Schwarzwald“ heißen würde, wobei die baden-württembergische Einwanderung ins Elsass prozentual bei weitem jene der Schweizer übertraf.

### Almwirtschaft

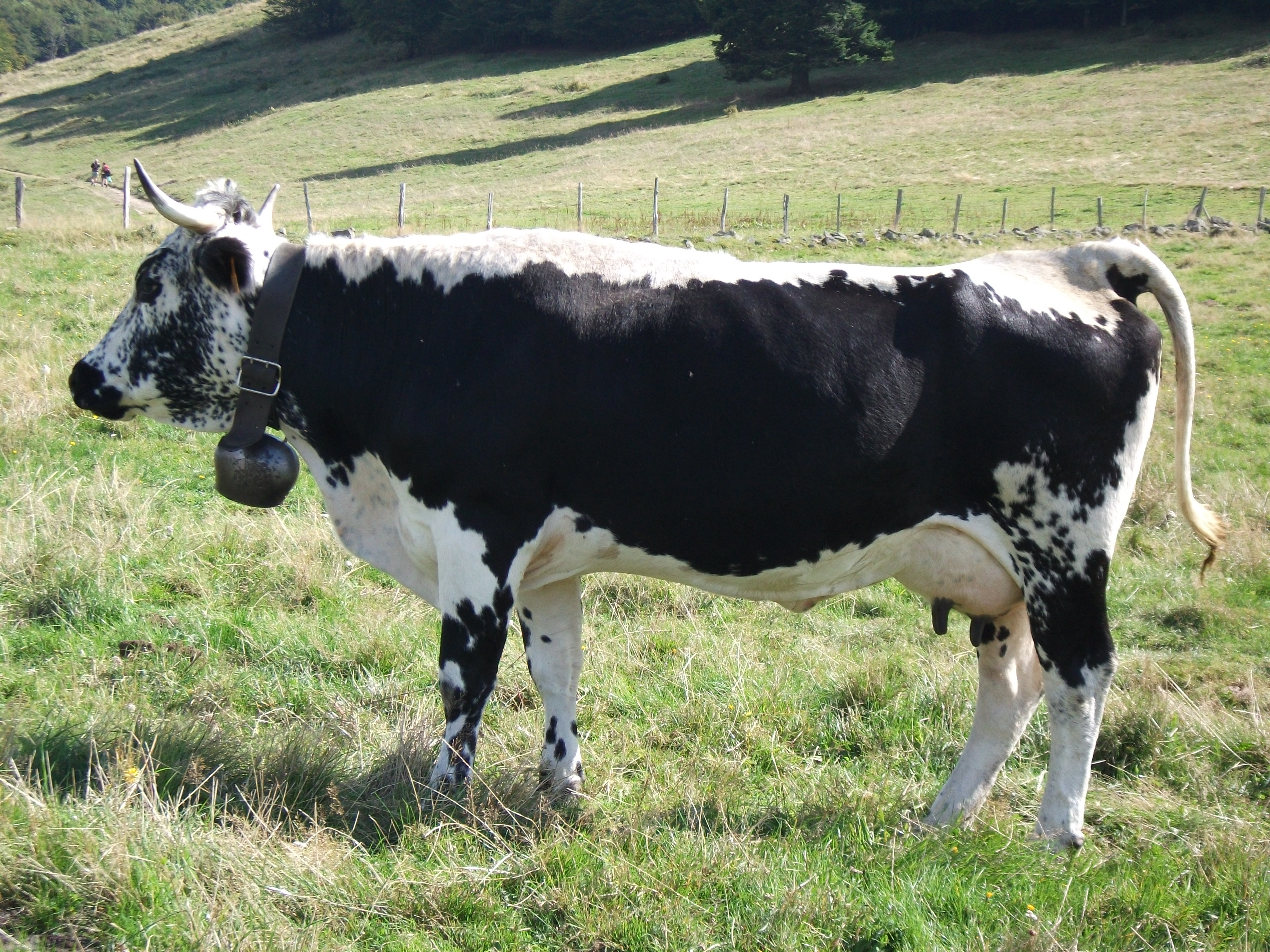
Kühe der Vogesenrasse

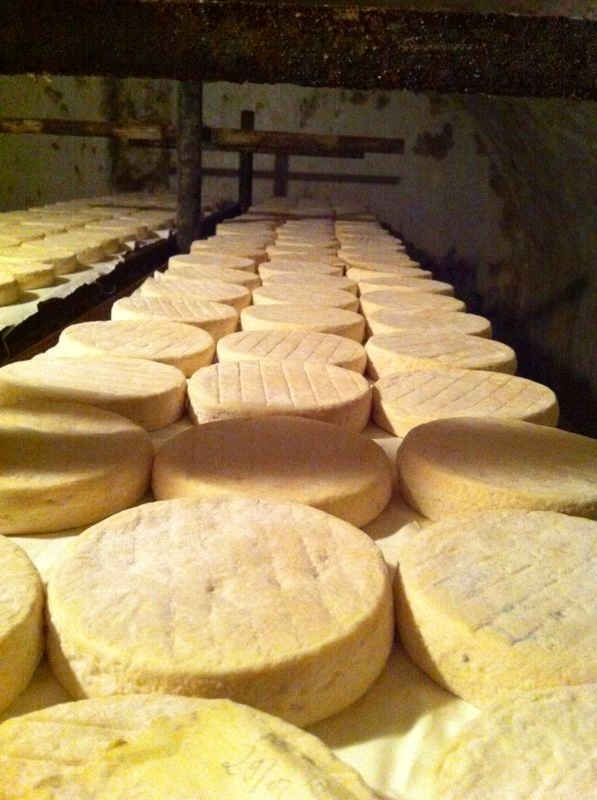
Münsterkäse-Herstellung

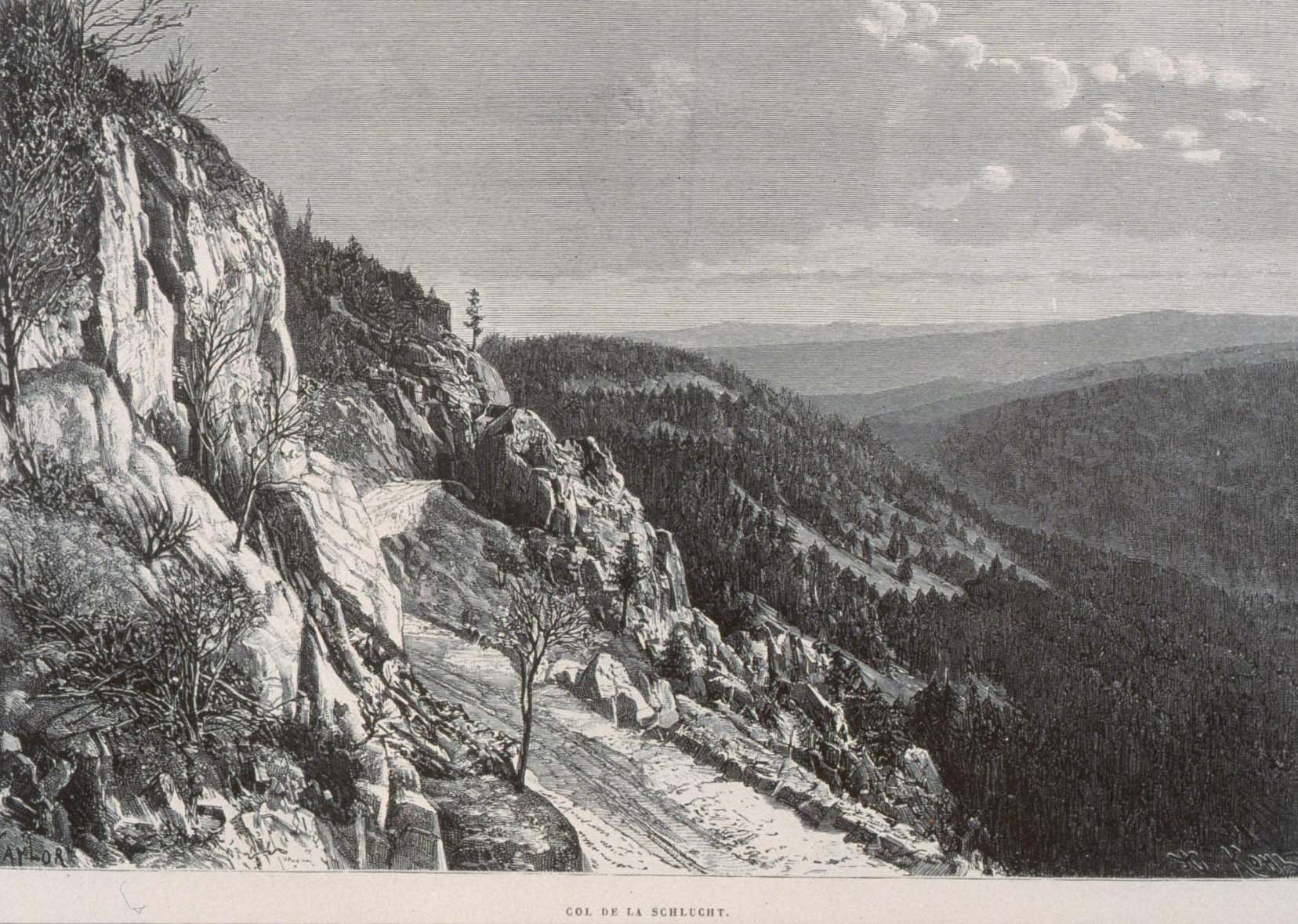
Aufstieg zum Col de la Schlucht

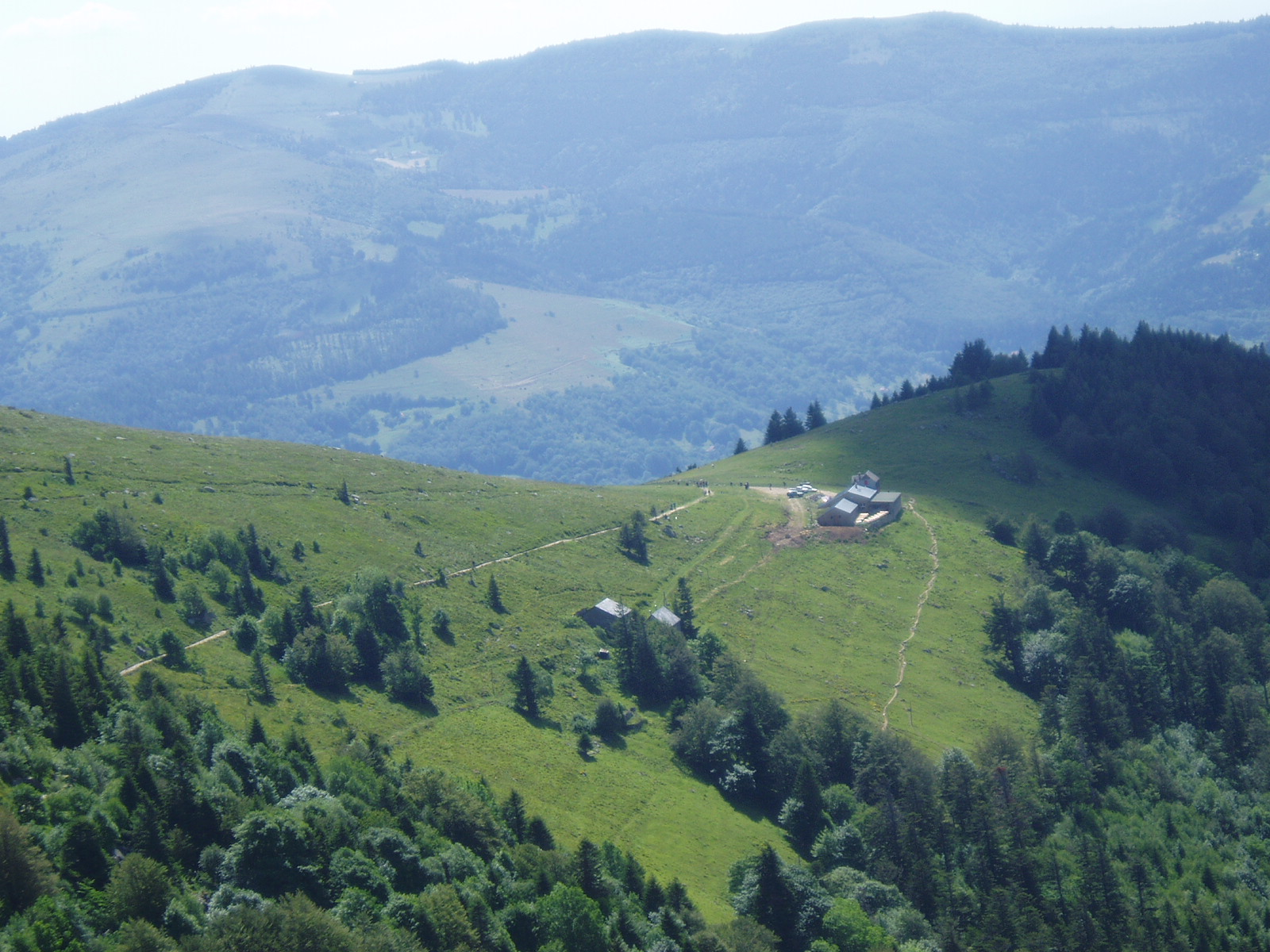
Almen des Hohnecks

Durch das urkundlich belegte, sogenannte „Marquart-Abkommen“ vom 3. Februar 1339 zwischen dem Oberen der Abtei und den Stadtbürgern gewährte der Reichsabt den Münsterer Hirten ein Wegnutzungsrecht auf seinem Grundbesitz, damit die Bewohner des Gregorientals ihre Herden auf die Almen der lothringischen Herzöge und der Abtei Remiremont jenseits der First treiben konnten. Die vogesischen Hochweiden wurden ihnen verpachtet bzw. unterverpachtet. Die Milch- und Weinwirtschaft war die unbestrittene Einkommensquelle des Tales.
Mit dem Bevölkerungsrückgang in und nach dem Dreißigjährigen Krieg blieben die Almen leer und verwaldeten teilweise wieder. Obwohl die Reichsstadt Münster im Gregoriental formal an Frankreich abgetreten wurde, ließen die französischen Behörden deutsch- und alemannischsprachige Siedler kommen, um das Tal mit kulturell nah verwandten Volksgemeinschaften neu zu bevölkern. Der einzige Unterschied zur Einwanderung vor den Glaubenskriegen war, dass der französische König möglichst katholische Zuwanderer einlud. Äbte, Magistrat und französischer Statthalter einigten sich ab 1680 über die Rückgewinnung der ehemaligen Aussaat- und Weideflächen, einschließlich der Weinberge, damit das Land wieder in den Zustand der Gemarkung von etwa 1630 zurückkehrte. Im Rechnungsbuch der Stadt Münster für die Nachkriegszeit im 17. Jahrhundert ist verzeichnet, dass der Magistrat alle Bürger, etwa 600 Menschen, um Hilfe gebeten hat, um die angrenzenden aufgegebenen Weideflächen zu roden. Ohne dies scheint die Ankurbelung der lokalen Vieh- und Milchwirtschaft nicht möglich gewesen zu sein.
Die Neuerschließung und die Neurodung der Hochtäler der Vogesen von 1660 bis zur Mitte des 18. Jahrhunderts beschränkte sich nicht auf das Münstertal, sondern betraf alle Nachbargebiete, die ebenfalls von der Milch- und Forstwirtschaft abhingen, wie La Bresse oder Gérardmer. Seit den aufeinanderfolgenden Kriegen des 17. Jahrhunderts waren die Almen ebenfalls von den Lothringern vernachlässigt beziehungsweise verlassen worden, aufgrund des Mangels an Arbeitskraft oder des hohen Preises des Rindviehs, aber auch wegen der mangelhaften Sicherheit, die an abgelegenen Stellen des Gebirges herrschte. Dies hat die Hochweiden ruiniert. Bäume und Gebüsch wuchsen so, sodass sie in äußerst schlechtem Zustand waren. Die Bewohner von Gérardmer kamen 1655 allmählich zu einer neuen kleinen Herde und beantragten den Neubeginn der früheren Almwirtschaft. Die Hochweiden wurden ihnen ab dem 1. Januar 1656 verpachtet, wobei die Behörden von den Bergbauern erwarteten, dass sie die Wälder und die Büsche herausrissen, die seit den letzten Kriegen auf den Wasen zugewachsen waren.
Im Münstertal wie in den gegenüberliegenden lothringischen Hochtälern hatte sich ab dem 17. Jahrhundert der Verkauf an Zwischenhändler eingebürgert: Die Streusiedlung und der Trend zur individuellen Selbstversorgung der Bergbauern im Münstertal hat die Eröffnung von Molkereien verhindert. Da man damals mehr produzierte als konsumierte, entstand eine Marktwirtschaft, die für die Viehzüchter nachteilig war. Die Käsereifung wurde nicht von den Bauern selbst vorgenommen, weil sie den Käse an Händler namens Cossons frisch verkauften, die regelmäßig bei ihnen vorbeikamen und dabei Krämereiprodukte, Kleie oder Schnaps anboten.
Die Almwirtschaft mit Abtriebsfest wird heutzutage weiter gepflegt. Senner mit der ledernen Sennkappe (landschaftlich Malkerkappela genannt) marschieren durch Muhlbach oder Munster mit ihrer Herde und dem Kuhglockengeläut. Einige von Münsterern geführte Sennereien sind noch in Betrieb, wobei die meisten notgedrungen diversifiziert haben und als Berggaststätte mit Schlafräumen für Wanderer dienen, die sogenannten Fermes-auberges. Sie servieren das Malker-Essen mit Rösti und Münsterkäse. Gegenwärtig bestehen noch neun Almen mit Münsterkühen.

### Schlitteln von Heiz- und Langholz

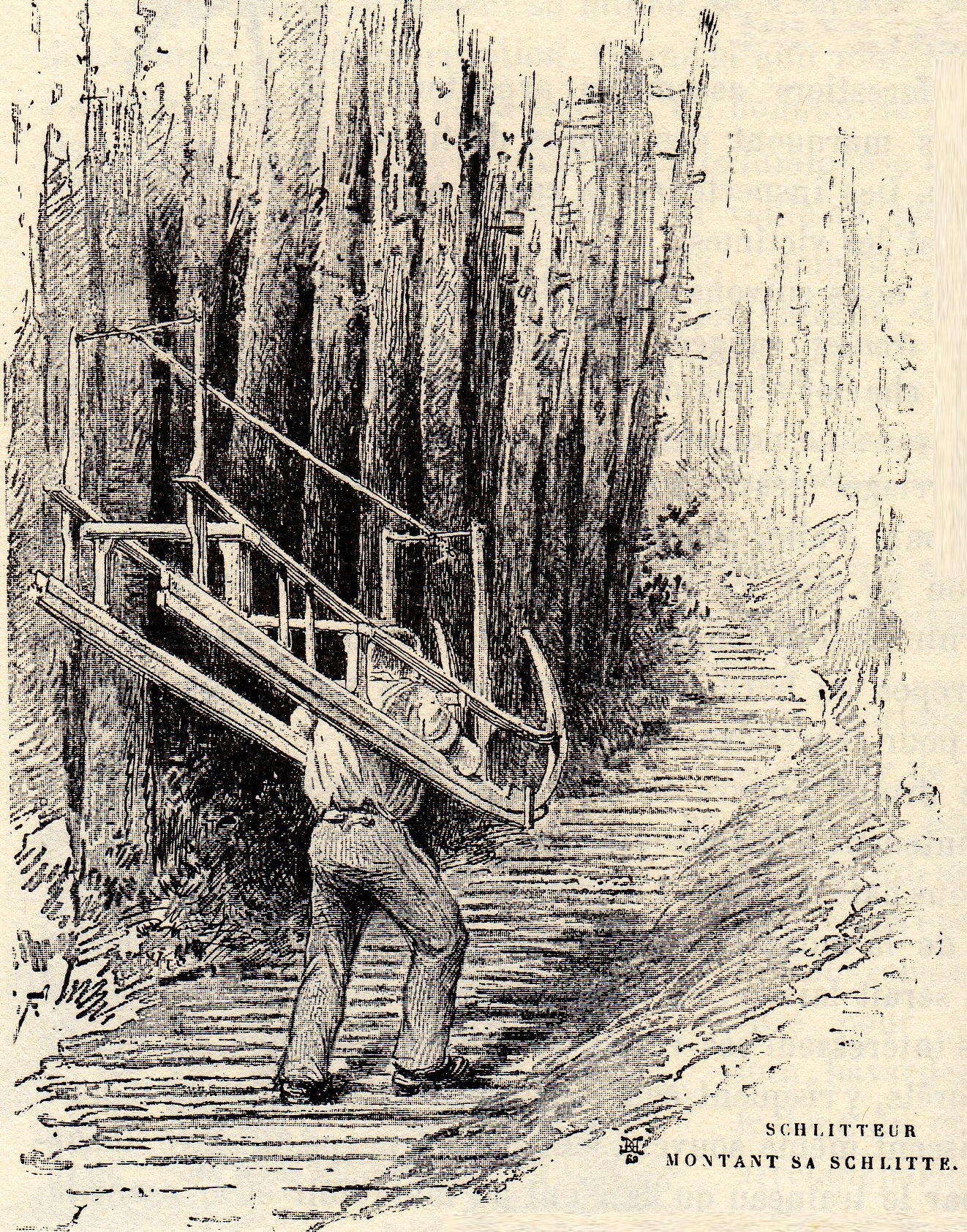
Schlittler in den Vogesen

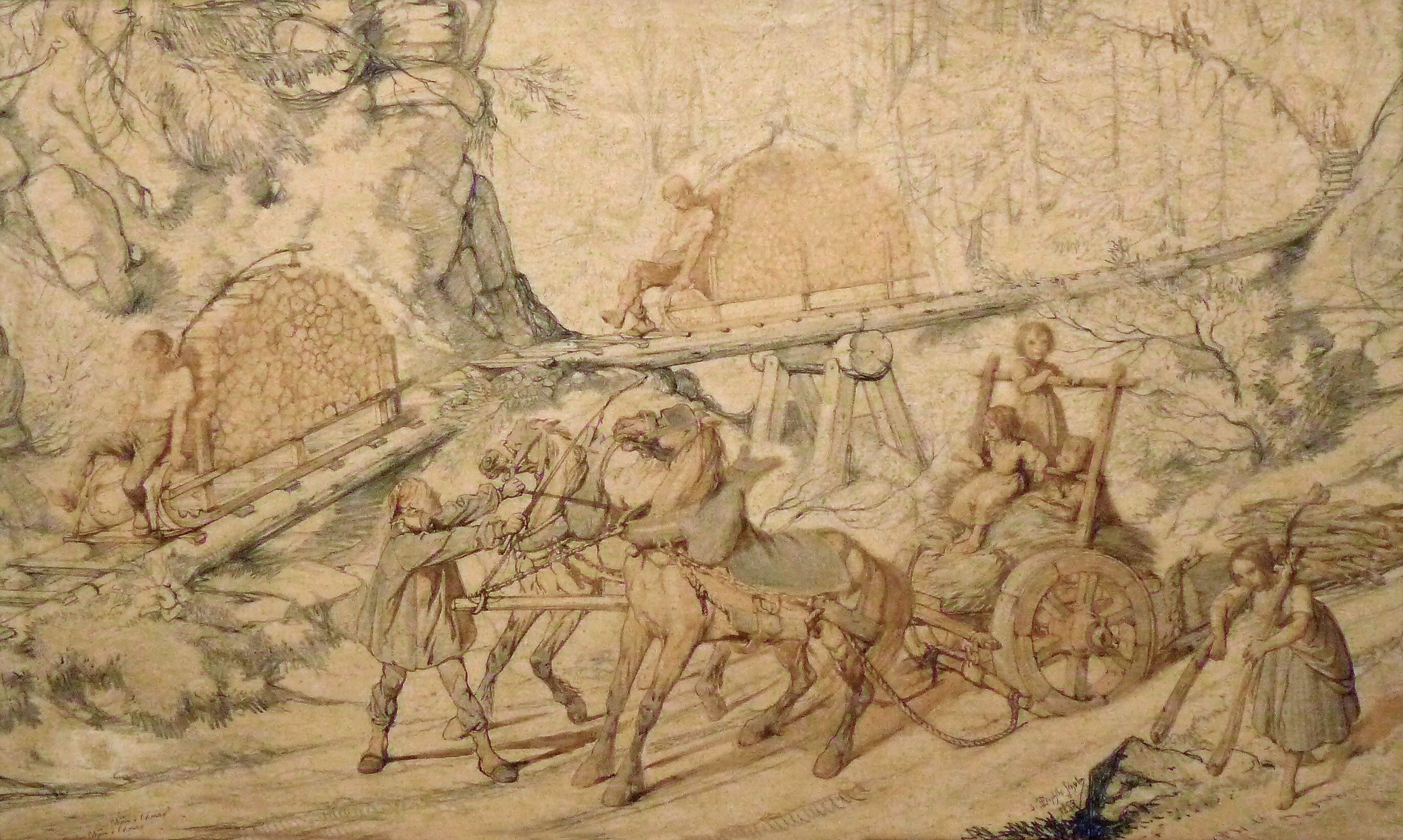
"Schlitteurs des Vosges", ein Aquarell von Théophile Schuler

Wappen von Sondernach

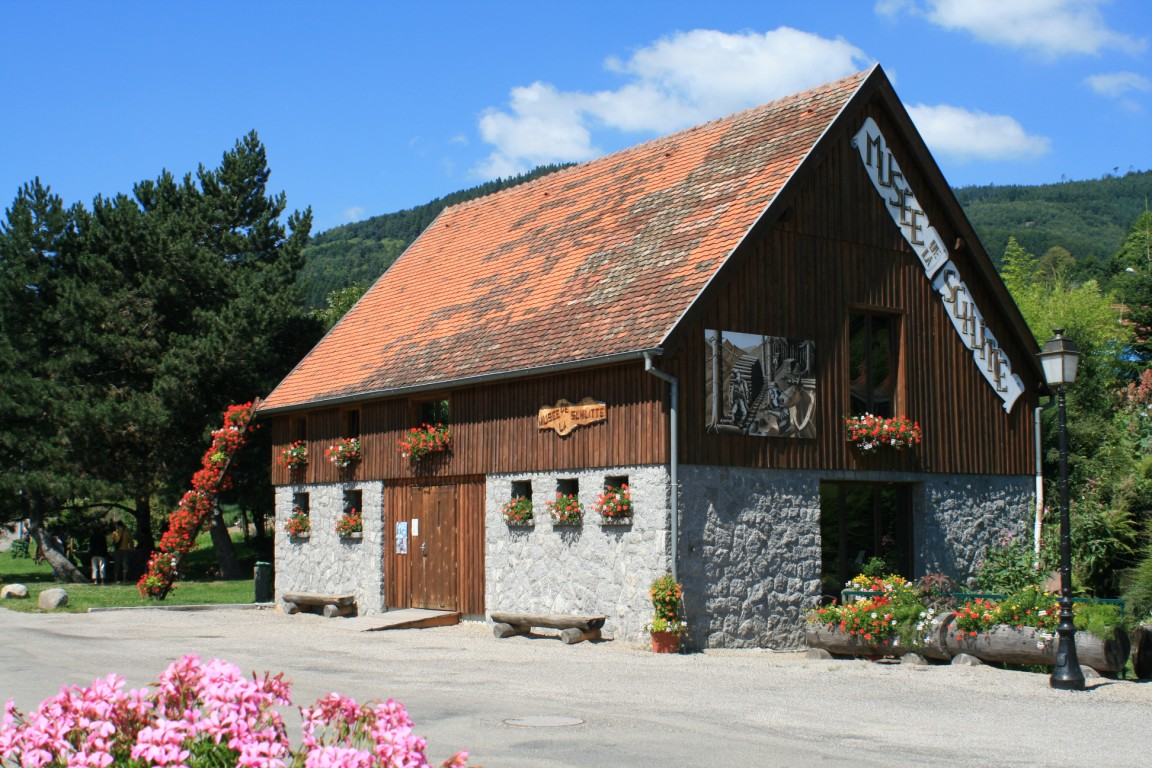
Schlittenmuseum in Mühlbach

Eine der beruflichen Hauptaktivitäten der Reichsuntertanen des Münstertals war das Schlittle. Schlittler beförderten Lang- oder Scheitholz vom Berg hinunter auf Schlittelwacken an einen bestimmten Ort, manchmal um weiter geflößt zu werden.
Was Schweizer, Österreicher oder Schwarzwälder über das Schlitteln in ihrem Gebiet erzählen und schreiben, gilt auch für vogesisch-elsässischen Holzarbeiter. Die Schlitteltechnik verbreitete sich im Vogesenmassiv in den ehemaligen Reichsterritorien wie der Grafschaft Dagsburg, der Grafschaft Salm, dem Herzogtum Lothringen, der Herrschaft Rappoltstein, der Fürstabtei Murbach oder der Grafschaft Mömpelgard.
Das Holz musste überall in den Alpen- und Mittelgebirgsregionen über die hohen und steilen Berglehnen herunter zu Tal an die Hauptwege transportiert werden. Bergauf trug der Arbeiter den Schlitten auf dem Rücken. Bergab benutzte er Schlittwege (im münsterischen Dialekt: Schlittelwag) entweder direkt auf dem leicht präparierten Boden oder auf selbstgemachten Gleisen, die 1,20 bis 1,50 m breit waren. Das Ausführen des Holzes wird umso schwieriger, je steiler die Abdachung ist. Auf steilen Hängen lehnt sich der Holzknecht mit dem Rücken an das Holz, stellt die Füße vorwärts, stemmt sich an die Querstreben der Holzschiene mit Gewalt an, um die Schnelligkeit des Abfahrens zu hemmen.
Für das Langholz wurde der Bockschlitten benutzt, auf dem das Holz teilweise aufliegt und sonst nachgezogen wird. In den Vogesen wie in den Alpen benutzte man auch zwei zusammengehängte Schlitten, namens Bock und Geiß. Der Bockschlitten hatte vorne Hörner, weshalb er auch Hornschlitten genannt wird, und hinten war er mit Leisten und langen Kufen versehen. Der kleinere Geißschlitten hatte vorne keine verlängerten Kufen und auch keine Seitenstrecken, damit man das Langholz leichter darauf legen konnte.
Die verhältnismäßig jungen Stadtwappen der ehemaligen Dörfer der Reichsstadt Münster spiegeln am Beispiel des Alphorns für Soultzeren die lebenswichtigen traditionellen Tätigkeiten der früheren Talbewohner wider: Das Gemeindewappen von Sondernach ziert ein goldener Hornschlitten auf rotem Hintergrund.

### Herstellung und Gebrauch des Alphorns

Wappen von Soultzeren

Obwohl diese Tradition erst am Anfang des 19. Jahrhunderts schriftlich belegt ist, besteht kein Zweifel daran, dass die Herstellung und der Gebrauch des Alphorns durch Münsterer Sennhirten auf vogesischen Almen auf die Schweizer oder Tiroler Einwanderung in das verwüstete Tal zurückzuführen sind. Es bedurfte einiger Jahrhunderte, bis dieses eingeführte Know-how sich dauerhaft im Tal der Fecht etablierte und so weit entwickelt war, dass eine lokale Produktion auch mit anderen Materialien wie Glas oder Weißblech anfing. Das Alphorn wurde traditionell und laut mündlicher Überlieferung im Münstertal durch Sennen für die zwischenmenschliche Kommunikation oder zum Herbeirufen der weidenden Kühe verwendet. Jedes Horn hatte eine eigene von der Leitkuh erkennbare Melodie, damit sie ihr Herrchen identifizieren und die Herde zum Stall führen kann. Das Alphorn würde hier dieselbe Rolle wie die Kuhglocke spielen.
Die zwei Alphörner auf dem Wappen von Soultzeren, früher im Kleintal der Reichsstadt Münster im Gregoriental, erinnern an diese eingeführte musikalische Tradition. Das „internationale Alphornbläsertreffen“ fand am 14. September 2008 in Munster statt. Ein weiteres findet dort am 13. und 14. September 2014 statt.